# 西阿迈厄岛站
西阿迈厄岛站（丹麦语：Vestamager Station）是哥本哈根地铁1号线终点站，是哥本哈根地铁系统中最南端的车站。位于阿迈厄岛上，属于哥本哈根地铁第3收费区。值得注意的是，连通该站的地铁线路与厄勒斯塔兹大街平行。西阿迈厄岛站旁边就是“西阿迈厄岛控制与维护中心”。
| 上一站                      | 哥本哈根地铁 | 下一站 |
| --------------------------- | ------------ | ------ |
| 厄勒斯塔兹站 开往：万勒瑟站 | 1号线        | 终点站 |

## 公共交通导向型开发
哥本哈根地铁1号线在厄勒斯塔兹开发区设有6站，即“冰岛码头站”↔“西阿迈厄岛站”区间，该区域在规划时采用了公共交通导向型开发的理念。哥本哈根地铁与哥本哈根市郊铁路、丹麦国家铁路、哥本哈根巴士、哥本哈根的士等共同构成了厄勒斯塔兹开发区完整的公共交通体系。
厄勒斯塔兹开发区北半部主要是商务办公区，南半部主要是居住区。西阿迈厄岛站附近的“8 字符”是厄勒斯塔兹开发区的一处重要的商住复合体，外形神似阿拉伯数字“8”，曾获得世界建筑节的评审委员会颁发的“2011年度世界最佳住宅建筑奖”。

## 历史
西阿迈厄岛站2002年10月19日开通，是哥本哈根地铁首通车站之一。当时，1号线运行在北门站↔西阿迈厄岛站区间，2号线运行在北门站↔黏土矿坑公园站区间。直到2003年，1号线和2号线西端终点才延至万勒瑟站。

## 西阿迈厄岛控制与维护中心
西阿迈厄岛控制与维护中心位于1号线南端终点西阿迈厄岛站，占地面积1.1公顷，包括一个车库和相关维保、控制设备。所属列车接受这一中心的控制，并在此处由自动设备清洗车厢外部。西阿迈厄岛控制与维护中心内有5千米长的轨道，其中有800米用于维保后试车。西阿迈厄岛控制与维护中心仅负责日常维保，较复杂的维保工作由厂方负责。日常维保通常不会消耗太多时间。中心内还存有数辆维保车辆，包括内燃工程机车。
核心控制室内平时有4名或5名员工值守：2名负责管理列车自动控制系统、1名负责处理乘客信息、1名负责管理下属子系统（包括电力供应等）。出现问题时，则有一个专业的团队负责处理。尽管列车不需要司机驾驶，但车站年仍有工作人员负责疏导乘客、售票、日常维护、应急处置等工作。

## 外部連結
- Vestamager station on www.m.dk* （页面存档备份，存于）